# Dimitrios Tofalos

Dimitrios Tofalos

Dimitrios Tofalos  (griechisch Δημήτριος Τόφαλος, * 14. April 1884 in Patras; † 15. November 1966 ebenda) war ein griechischer Gewichtheber und Ringer. Als Sieger bei den Olympischen Zwischenspielen und Weltrekordhalter erlangte er in Griechenland große Berühmtheit und gilt heute noch als Inbegriff des starken und athletischen Mannes.

## Biografie
Bereits in seiner Jugend fiel Tofalos durch seine Kraft auf. Nachdem er einen schweren Unfall beinahe unbeschadet überstanden hatte, galt er allgemein als Wunderkind: Er hatte am Bahnhof von Patras gespielt, als ein Güterwaggon entgleiste und seinen Arm fast zerschmetterte. Die Ärzte im Krankenhaus wollten eine Amputation vornehmen, doch der Vater verhinderte dies. In der Folge verheilte der Arm wieder, doch eine Hand war nun kürzer als die andere.
Tofalos wollte in St. Louis an den Olympischen Spielen 1904 teilnehmen, doch auf der Hinreise erkrankte er schwer und musste in Antwerpen hospitalisiert werden. Zwei Jahre später, bei den vom IOC nachträglich als inoffiziell deklarierten Zwischenspielen 1906 in Athen, gewann er beim Wettkampf im beidarmigen Gewichtheben die Goldmedaille (damals gab es noch keine Gewichtsklassen). Er schlug dabei den Österreicher Josef Steinbach und verbesserte seinen eigenen Weltrekord. Daraufhin wurde er in seiner Heimatstadt von Tausenden von Menschen empfangen. Sein Weltrekord hatte bis 1914 Bestand.
1908 gehörte Gewichtheben nicht zum olympischen Programm. Im Jahr 1910 zog Tofalos aus finanziellen Gründen in die Vereinigten Staaten. Er war als professioneller Ringer tätig und gewann 140 Kämpfe. 1921 erhielt er die amerikanische Staatsbürgerschaft. Während mehreren Jahren war er Trainer des Profiringers Jim Londos, der während der Weltwirtschaftskrise zu den bekanntesten Athleten in dieser Sportart gehörte und sechs Weltmeistertitel gewann.
1952 kehrte Tofalos nach Patras zurück, wo er die letzten Jahre seines Lebens verbrachte. Seine Heimatstadt ehrte ihn 1995, indem sie eine neue Sportarena nach ihm benannte, die Patras Arena Dimitrios Tofalos.